# Estádio Nacional de Providence
O Estádio Nacional de Providence (conhecido como National Training Centre ou Providence Stadium em inglês) é um estádio multiuso em Providence, na Guiana.
O estádio foi uma das sedes da Copa do Mundo de Críquete de 2007 e é utilizado, principalmente, para as partidas da Seleção Guianense de Futebol.